# Elidiptera stabilis
Elidiptera stabilis är en insektsart som beskrevs av Walker 1858. Elidiptera stabilis ingår i släktet Elidiptera och familjen vedstritar. Inga underarter finns listade i Catalogue of Life.